# Wesensgehaltsgarantie
Die Wesensgehaltsgarantie ist die durch Art. 19 Abs. 2 Grundgesetz verbürgte Garantie im deutschen Verfassungsrecht, der zufolge Grundrechte in ihrem „Wesensgehalt“ nicht angetastet werden dürfen.

## Deutschland
Nach einer Ansicht wird davon ausgegangen, dass jedes Grundrecht einen unverletzbaren „Kern“ habe, in den der Staat nicht eingreifen dürfe. Diese absolute Betrachtungsweise wird auf die Annahme gestützt, dass die Menschenwürde Teil eines jeden Grundrechts im Sinne eines subjektiven Rechts sei. Da die Menschenwürde gemäß Art. 1 Abs. 1 GG unantastbar ist, wird dies auf die übrigen Grundrechte erstreckt. Der Teil außerhalb des eigentlichen Kerns wird als abwägungsoffen angesehen. Dabei bleibt umstritten, auf wen sich abschließend der Schutz beziehe. Dies könnte einerseits die generelle Gewährleistung der Grundrechte sein, andererseits ausschließlich die grundrechtliche Gewährleistung, bezogen auf den einzelnen Träger.
Nach dem Bundesverfassungsgericht dagegen bleibt der Wesensgehalt „so lange unangetastet, wie gewichtige Schutzinteressen Dritter den Eingriff legitimieren und der Grundsatz der Verhältnismäßigkeit gewahrt ist“.
Dabei sind Verfassungsänderungen nach dem Bundesverfassungsgericht und der ganz überwiegenden Ansicht in der rechtswissenschaftlichen Literatur nicht an der Wesensgehaltsgarantie des Art. 19 Abs. 2 GG zu messen. Denn diese Garantie binde (im Gegensatz zur in Art. 79 Abs. 3 GG gewährleisteten Ewigkeitsgarantie) nur den einfachen, nicht aber den verfassungsändernden Gesetzgeber. Das Bundesverfassungsgericht schreibt dazu: „Eine Antastung des Wesensgehalts im Sinne von Art. 19 Abs. 2 GG kann zwar im Einzelfall zugleich den von Art. 79 Abs. 3 GG geschützten Menschenwürdegehalt eines Grundrechts beeinträchtigen. Der Wesensgehalt ist aber nicht mit dem Menschenwürdegehalt eines Grundrechts gleichzusetzen. Eine mögliche Kongruenz im Einzelfall ändert nichts daran, dass Maßstab für eine verfassungsändernde Grundrechtseinschränkung allein der durch Art. 79 Abs. 3 GG geschützte Menschenwürdegehalt eines Grundrechts ist.“

## Österreich und Schweiz
In Österreich gibt es auch im Staatsgrundgesetz über die allgemeinen Rechte der Staatsbürger keine dem deutschen Recht entsprechende Norm. Grundsätzlich entfaltet sich die Wesensgehaltsgarantie aber in allen Rechtsstaaten, sodass die Grundsätze auch dort anwendbar sind. 
In der Schweiz wird in Art. 36 Abs. 4 der Bundesverfassung der Schweizerischen Eidgenossenschaft der Kerngehalt der Grundrechte für unantastbar erklärt.

### Deutschland
- Peter Häberle: Die Wesensgehaltsgarantie des Art. 19 Abs. 2 GG. C.F. Müller, 3. Auflage, Heidelberg 1983, ISBN 3-8114-1583-2.
- Claudia Drews: Die Wesensgehaltsgarantie des Art. 19 Abs. 2 GG. Nomos, Baden-Baden 2005, ISBN 3-8329-1330-0.

### Österreich
- Manfred Stelzer: Das Wesensgehaltsargument und der Grundsatz der Verhältnismäßigkeit. Springer, Wien 1991, ISBN 3-211-82295-X.